# Deva Premal

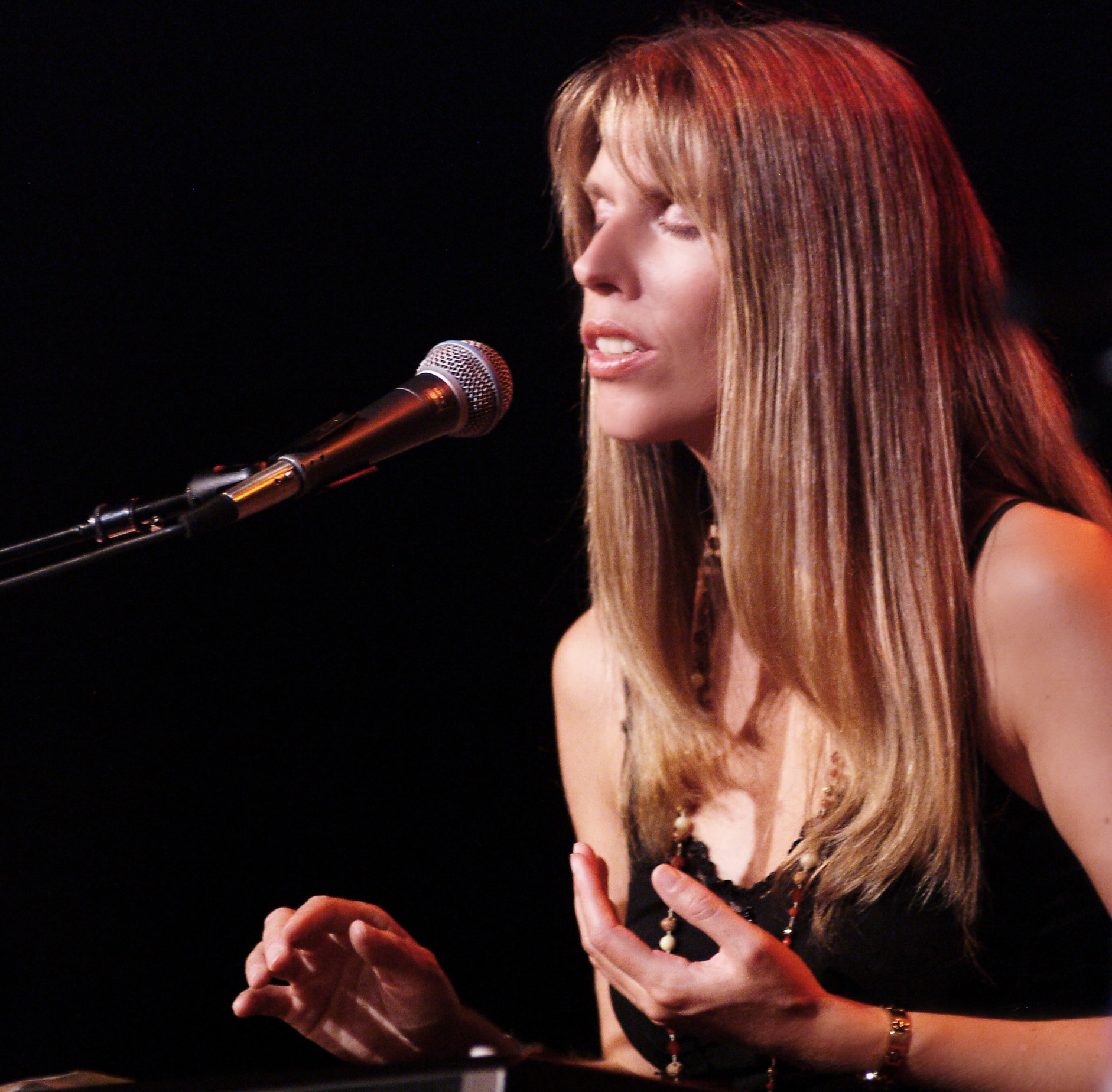
Deva Premal

Deva Premal (* 1970 in Nürnberg, Deutschland, als Jolantha Fries) ist eine New-Age-Sängerin, die durch ihre atmosphärischen Songs und Anklänge an hinduistische Mantras bekannt wurde.
Sie ist die Tochter des bildenden Künstlers Wolfgang Fries und einer klassischen Musikerin. Sie wurde schon als Kind durch Mantras und östliche Spiritualität geprägt und erhielt sehr früh Geigen-, Klavier- und Gesangsunterricht. Mit ihrem Lebenspartner, dem britischen Sänger und Gitarristen Miten (* 1947 als Andy Desmond), den sie 1990 in Pune im Ashram von Osho kennenlernte, gibt sie seit 1991 Konzerte in den USA, Japan, Europa, Asien, Brasilien, Kanada und Australien und veranstaltet Workshops. Von ihren CDs wurden bis 2018 mehr als 1.500.000 Exemplare produziert.
Vor oder nach den Konzerten werden oft Satsangs bzw. Mantragesangs-Workshops angeboten.
Ihr Name leitet sich von Sanskrit Deva („Gott, göttlich“) und Hindi premal („von Liebe erfüllt“, aus Sanskrit prema, „Liebe“) ab und bedeutet etwa „von göttlicher Liebe erfüllt“.
Bei den Grammy Awards 2020 erhielt ihr Album Deva (2018) eine Nominierung in der Kategorie Best New Age Album.

## Werke
- The Essence (1998)
- Strength of a Rose (mit Miten) (1998)
- Love Is Space (2000)
- Embrace (2002)
- Songs for the Inner Lover (mit Miten) (2003)
- Dakshina (2005)
- Soul in Wonder (mit Miten & Manose) (2007)
- Into Silence (2008) (Kompilation)
- The Yoga of Sacred Song and Chant (mit Miten & Manose) (2009)
- Mantras for Precarious Times (2009)
- In Concert (mit Miten & Manose) (2009)
- Password (mit Miten & Manose) (2011)
- A Deeper Light (mit Miten & Manose) (2013)
- Mantras for Life (mit Miten & Manose) (2014)
- Songs for the Sangha (mit Miten & Manose) (2015)
- Deva (2018)

## Dokumentation
- Mantra – Sounds into Silence von Georgia Wyss, 2017